# リチャード・ボナ
リチャード・ボナ（Richard Bona、1967年10月28日 - ）は、西アフリカ・カメルーン出身のジャズ・フュージョン・ベーシスト。その才能から「ジャコ・パストリアスの再来」と言われている。

## 略歴
カメルーン東部にある未開の土地、ミンタ村に生まれる。音楽一家の元で育ち、幼い頃からバラフォン(アフリカの木琴)等の楽器に親しみ、5歳になると家族と共に村の教会で歌い演奏した。カメルーン第二の都市ドゥアラに転居するとジャズ・クラブで演奏するようになった。主楽器はギターであったが、そこでフュージョン・ミュージシャンでベーシスト、ジャコ・パストリアスのアルバム『ジャコ・パストリアスの肖像』に出会い、ギターからベースに持ち替えた。
1990年に父親が逝去すると、パリに渡り音楽教育を受け、地元のジャズ・ミュージシャンと活動するようになる。1995年にはジョー・ザヴィヌルと共演するようになり、ニューヨークに拠点を移す。ザヴィヌルのアルバム『マイ・ピープル』の収録に参加しワールド・ツアーにも同行、この折に初来日した。さらに、ハリー・ベラフォンテのバンド・リーダー及び、音楽監督としても活動の幅を広げる。1999年に初リーダー作となるアルバム『シーンズ・フロム・マイ・ライフ』をソニー・ミュージックより発表。セッション・ミュージシャンとしても人気を高めてきて、ランディ・ブレッカー等と共演をした。
2000年はデイヴィッド・サンボーンやジョー・サンプルらと「S.S.B.B.バンド」を組みワールド・ツアー。2001年にはNHKテレビ「みんなのうた」用にギタリストの中村善郎と共作、「風がくれたメロディ」を発表。この作品でボナは日本語詞に挑戦した。同年にセカンド・アルバム『レヴランス』を発表。この頃にはポスト・ジャコ・パストリアスといわれるほど、人気を高めていた。パット・メセニーからも声をかけられ（マルチに楽器を演奏できる知り合いがいないか聞かれた際に「自分がいる」と言ってメセニーを驚かせる）、年間契約の元、パット・メセニー・グループに加わり、アルバム『スピーキング・オブ・ナウ』に参加しワールド・ツアーにも同行。2003年にヴァーヴ・レコードに移籍、アルバム『ムニア - ザ・テイル』を発表、同年に渡辺香津美、オラシオ・エルナンデスとトリオを組み『Mo'Bop』を発表、翌年に『Mo'Bop II』を発表した。マイク・スターンや渡辺貞夫のツアーでも度々来日している。2005年発表のアルバム『ティキ』(EmArcyより)は、ニューヨーク、ブラジル、パリの三都市で録音されている。『ティキ』とはドゥアラ語で「宝物」を意味している。生地のミンタ村の様子や私生活を追ったドキュメンタリーDVD『アフリカン・テイル』も同時にリリースされた。
2021年12月、ソーシャルメディアに内戦を煽るような動画をポストし、厳しく批判された。動画において、ボナは「あらたな戦線」(another war front) を呼びかけたうえで、あるテレビ局が政府に近すぎるとして「燃やす」ことを扇動したとされる。

## ディスコグラフィ

### スタジオ・アルバム
- 『シーンズ・フロム・マイ・ライフ』 - Scenes from My Life (1999年、Columbia/Sony Music)
- 『レヴランス』 - Reverence (2001年、Columbia/Sony Music)
- 『ムニア - ザ・テイル』 - Munia: The Tale (2003年、Verve Records/Universal Music Jazz France)
- 『ティキ』 - Tiki (2005年、EmArcy)
- 『ザ・テン・シェイヅ・オブ・ブルース』 - The Ten Shades of Blues (2009年、EmArcy)
- 『ボナファイド』 - Bonafied (2013年、Universal Jazz France)
- Heritage (2016年、Qwest Records) ※with Mandekan Cubano

### ライブ・アルバム
- Bona Makes You Sweat (2008年、EmArcy)

### EP
- 『風がくれたメロディ』 - Kaze ga Kureta Melody (2000年、Columbia Jazz)

### DVD
- 『アフリカン・テイル』 - African Tail (2005年、Universal)

### ゲスト参加アルバム
- ジョー・ザヴィヌル: 『マイ・ピープル』 - My People (1996年)
- ハリー・ベラフォンテ: An Evening with Harry Belafonte and Friends (1997年)
- Renee Rosnes: Art & Soul (1999年)
- マイク・スターン: 『ヴォイセズ』 - Voices (2001年)
- ジョー・ザヴィヌル: Faces & Places (2002年)
- ボビー・マクファーリン: 『ビヨンド・ワーズ』 - Beyond Words (2002年)
- パット・メセニー・グループ: 『スピーキング・オブ・ナウ』 - Speaking of Now (2002年)
- Mario Canonge: Rhizome (2004年)
- ボビー・マクファーリン: 『ライヴ・イン・モントリオール』 - Live in Montreal (2005年)
- パット・メセニー・グループ: 『ザ・ウェイ・アップ』 - The Way Up (2005年)
- マイク・スターン: 『フー・レット・ザ・キャッツ・アウト?』 - Who Let the Cats Out? (2006年)
- リー・リトナー: 『スモーク・アンド・ミラーズ』 - Smoke 'n' Mirrors (2006年)
- 松居慶子: 『MOYO - ハート・アンド・ソウル』 - Moyo (2007年)
- Maria Markesini : Kosmo (2009年)
- Lionel Loueke: Mwaliko (2010年)
- マイク・スターン: 『オール・オーヴァー・ザ・プレイス』 - All Over the Place (2012年)
- Alfredo Rodríguez: Tocororo (2016年)
- Sedar Qin: Sedar (2016年)
- Antonio Rey: Dos Partes de Mí (2016年)
- Jonah Nilsson & LUCAS: Coffee Break (2018年)

## テレビ出演
- 『地球テレビ　エル・ムンド』 (NHK BS1)：2011年11月16日23:00-23:50放送